# Tetragnatha maxillosa
Tetragnatha maxillosa là một loài nhện trong họ Tetragnathidae.
Loài này thuộc chi Tetragnatha. Tetragnatha maxillosa được miêu tả năm 1895 bởi Thorell.

## Hình ảnh

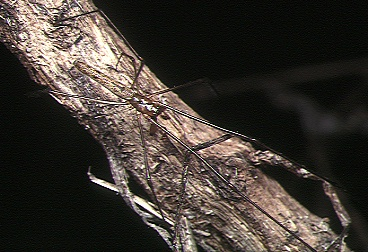
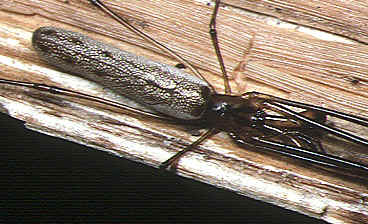
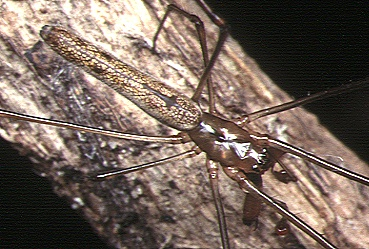